# قدمية

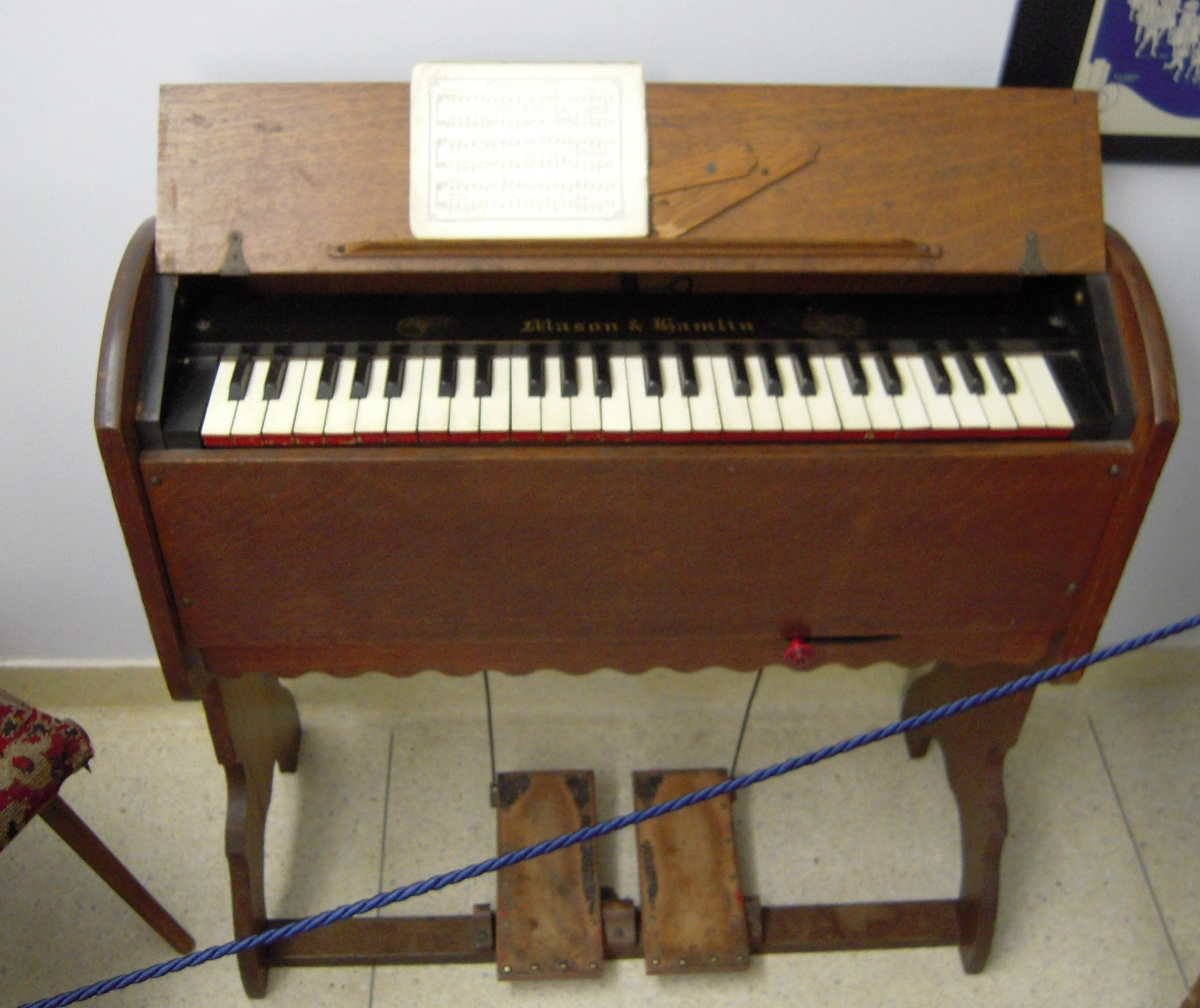
قدمية معروضة بمتحف ببلدة فريدريكا بالولايات المتحدة الأمريكية

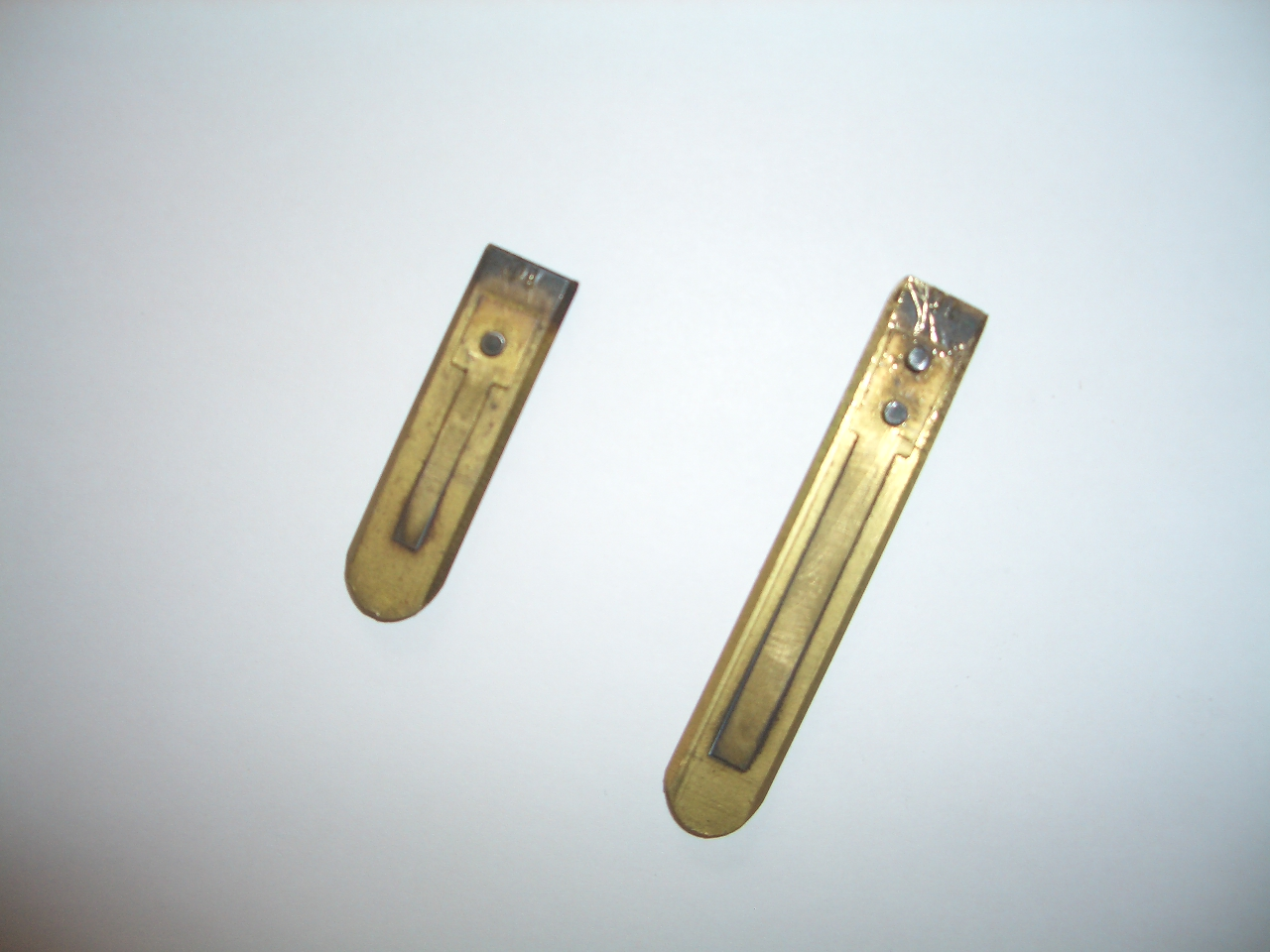
لِسَانَان مزماريّان مختلفي الطول

القَدَمِيَّة (بالإنجليزية: harmonium أو pump organ) هي آلة موسيقية هوائية ذات لوحة مفاتيح، يتم إصدار الصوت فيها بواسطة ألسنة مزمارية مختلفة الطول، حيث أنها تهتزّ لما يمرّ الهواء منها.